# جون د. ماير
جون د. ماير (بالإنجليزية: John D. Mayer)‏ هو عالم نفس أمريكي، ولد في 6 ديسمبر 1953.

## وصلات خارجية
- جون د. ماير على موقع الموسوعة البريطانية (الإنجليزية)